# Vladimir Vasilevich Markovnikov
Vladimir Vasilevich Markovnikov (tiếng Nga: Владимир Васильевич Марковников) (22 tháng 12 năm 1838 tại Nizhny Novgorod - 11 tháng 2 năm 1904) là một nhà hóa học người Nga.
Markovnikov được biết đến nhiều nhất là nhờ quy tắc Markovnikov, được ông phát triển năm 1869. Quy tắc này là hữu ích trong dự đoán cấu trúc phân tử của các sản phẩm trong các phản ứng cộng. Do ông không xuất bản công trình của mình bằng bất kỳ ngôn ngữ nào ngoài tiếng Nga nên công trình của ông mãi cho tới năm 1889 vẫn chưa được thế giới biết đến.

## Đầu đời và giáo dục
Markovnikov học kinh tế tại Đại học Kazan; trong quá trình học tập của mình, theo hệ thống cameral của Nga, ông cũng đã nghiên cứu về hóa học.

## Sự nghiệp
Phát triển học thuyết cấu trúc hóa học của A. M. Butlerov, ông nghiên cứu ảnh hưởng lẫn nhau của các nguyên tử trong các hợp chất hữu cơ và thiết lập một số quy tắc (trong đó có quy tắc kết hợp của các halide hiđrô với các hydrocarbon không no với liên kết đôi và liên kết ba, sau này mang tên ông vào năm 1869 là quy tắc Markovnikov). Năm 1865, ông cũng phát hiện ra đồng phân của các axít béo. Từ đầu thập niên 1880, ông nghiên cứu về dầu mỏ ở khu vực Kavkaz, phát hiện ra naphten (ankan vòng) trong hóa hữu cơ bằng các phát hiện ra các vòng cacbon với trên 6 nguyên tử, vòng với 4 nguyên tử cacbon năm 1879 và vòng với 7 nguyên tử cacbon năm 1889.
Ông là một trong những người thúc đẩy sự phát triển của công nghiệp hóa chất tại Nga và là một trong những người tổ chức ra Hiệp hội Hóa học Nga năm 1868.